# Gimnàstica de trampolí
La gimnàstica de trampolí és una disciplina de gimnàstica de competició consistent a executar seqüències de salts i acrobàcies amb l'ajuda d'un trampolí, llit elàstic o en un passadís amb un sistema de ressorts.

## Disciplines
La gimnàstica de trampolí està dividida en quatre especialitats. Cadascuna rep el nom de l'aparell en el qual es competeix:
- Trampolí
- Tumbling
- Minitramp
- Doble mini-tramp

### Trampolí
El trampolí és la disciplina més reconeguda de la gimnàstica de trampolí. En ell es competeix en sèries obligatòries i lliures de 10 exercicis. En els nivells més avançats es realitzen acrobàcies entre les quals són habituals dobles i triples salts mortals amb girs o sense. Els jurats avaluen als gimnastes amb una fórmula en la qual intervenen el grau de dificultat de la rutina o salt realitzat junt amb l'execució d'aquest.

### Tumbling
El tumbling és un passadís elàstic allargat de 25 metres sobre el terra que esmorteeix els impactes i alhora els potencia. Sobre aquesta superfície els gimnastes realitzen llargues sèries acrobàtiques compostes per rondades, flic-flac i salts mortals, amb girs o sense.

### Mini-tramp
El mini-Tramp és una disciplina que es practica en un element elàstic d'estructura similar al trampolí al que s'accedeix després d'una carrera i sobre el qual es competeix amb un sol salt que culmina en un matalàs.

### Doble mini-tramp
El doble mini-tramp és un element similar al mini-tramp, però més gran, amb una extensió de 3 m de llarg i 0,70 m. d'altura aproximadament. Després de la carrera, es realitzen dos exercicis de gran dificultat, acabant el segon sobre un matalàs de caiguda.

## Competicions

Pictograma olímpic del llit elàstic.

La gimnàstica trampolí és present als Jocs Olímpics d'estiu des de Sydney 2000, com una disciplina més dintre de la gimnàstica. Els russos Alexander Moskalenko i Irina Karabaeva van ser els guanyadors de la medalla d'or a la primera edició.
Des de 1964 se celebra el Campionat del Món de trampolí. Els esportistes més guardonats són Alexander Moskalenko en categoria masculina i Judy Wills Cline en la femenina, amb cinc títols mundials cadascun.